# Eduard Rothauser
Eduard Rothauser (* 8. Dezember 1876 in Budapest; † 24. Januar 1956 in Barcelona) war ein deutscher Schauspieler.

## Leben
Der Sohn eines deutschsprachigen Kaufmanns führte bereits eine Kindertheatergruppe in Budapest. Nach seiner Promotion in Jura arbeitete er zunächst als Rechtsanwalt. 1910 holte ihn Max Reinhardt an das Deutsche Theater in Berlin. Dort wirkte er in Bühnenklassikern wie Ein Sommernachtstraum und Romeo und Julia mit. Er spielte meist ernsthafte, gutartige Charaktere.
Seit 1913 arbeitete er, unterbrochen durch den Ersten Weltkrieg, als Filmschauspieler. 1919 spielte er den Rechtsanwalt Lundt in Lupu Picks Film gegen die Todesstrafe, Misericordia – Tötet nicht mehr! In der Blücher-Biografie Marschall Vorwärts mit Hauptdarsteller Paul Wegener verkörperte er 1932 den Kaiser Franz. Einmal trat er auch als Drehbuch-Co-Autor in Erscheinung: 1926 schrieb er mit dem Regisseur Gerhard Lamprecht die Sozialstudie Menschen untereinander, welche das Mit- und Gegeneinander der Bewohner eines Berliner Mietshauses zum Thema hat. Nach der Machtübernahme der Nationalsozialisten 1933 emigrierte der jüdischstämmige Rothauser nach Barcelona, wo er eine Geflügelfarm betrieb. Seine Schwester war die Opernsängerin Therese Rothauser.

## Filmografie
- 1913: Wer hebt den Stein?
- 1914: Der Flug zur Westgrenze
- 1914: Der Mann im Keller
- 1915: Der Schienenweg unterm Ozean
- 1919: Tötet nicht mehr!
- 1919: Das Schicksal der Carola von Geldern
- 1919: Die Eidechse
- 1919: Die Prinzessin von Urbino
- 1919: Die Herrin der Welt, 1. Teil: Die Freundin des gelben Mannes
- 1920: Niemand weiß es
- 1921: Die Lieblingsfrau des Maharadscha, 3. Teil
- 1921: Der Schrein der Medici
- 1921: Der Friedhof der Lebenden
- 1921/22: Frauenbeichte (3 Teile)
- 1922: Der Roman einer armen Sünderin
- 1922: Die Erlebnisse einer Kammerzofe
- 1922: Ihre Hoheit die Tänzerin
- 1923: Esterella
- 1923: Die Kette klirrt
- 1923: Und dennoch kam das Glück
- 1924: Garragan
- 1924: In den Krallen der Schuld
- 1925: Lebende Buddhas
- 1925: Hanseaten
- 1925: Die Verrufenen
- 1926: Manon Lescaut
- 1926: Menschen untereinander
- 1926: Die Unehelichen
- 1927: Schwester Veronica
- 1927: Mata Hari, die rote Tänzerin
- 1927: Feme
- 1927: Die heilige Lüge
- 1928: Königin Luise, 2. Teil
- 1928: Der alte Fritz, 2. Teil: Ausklang
- 1929: Bobby, der Benzinjunge
- 1930: Dreyfus
- 1931: Die Koffer des Herrn O.F.
- 1932: Ein steinreicher Mann
- 1932: Marschall Vorwärts
- 1933: Was wissen denn Männer
- 1933: Herthas Erwachen